# Ginger et Fred
Pour plus de détails, voir Fiche technique et Distribution.
Ginger et Fred (Ginger e Fred) est un film franco-italo-allemand réalisé par Federico Fellini et sorti en 1986.

## Synopsis
Amelia Bonetti et Pippo Botticella, deux anciens danseurs de claquettes qui formaient un duo célèbre dans les années 1940 sous le nom de scène de Ginger et Fred (en référence à Ginger Rogers et Fred Astaire dont ils imitaient les costumes et les chorégraphies), remontent sur scène au beau milieu des années 1980 dans le cadre d'une rétrospective organisée pour une émission de télévision, le soir de Noël. Seulement, les temps ont changé et la féerie du spectacle a laissé place à l'éphémère du monde publicitaire.

## Fiche technique
- Titre : Ginger et Fred
- Titre original : Ginger e Fred
- Titre allemand : Ginger und Fred
- Réalisation : Federico Fellini

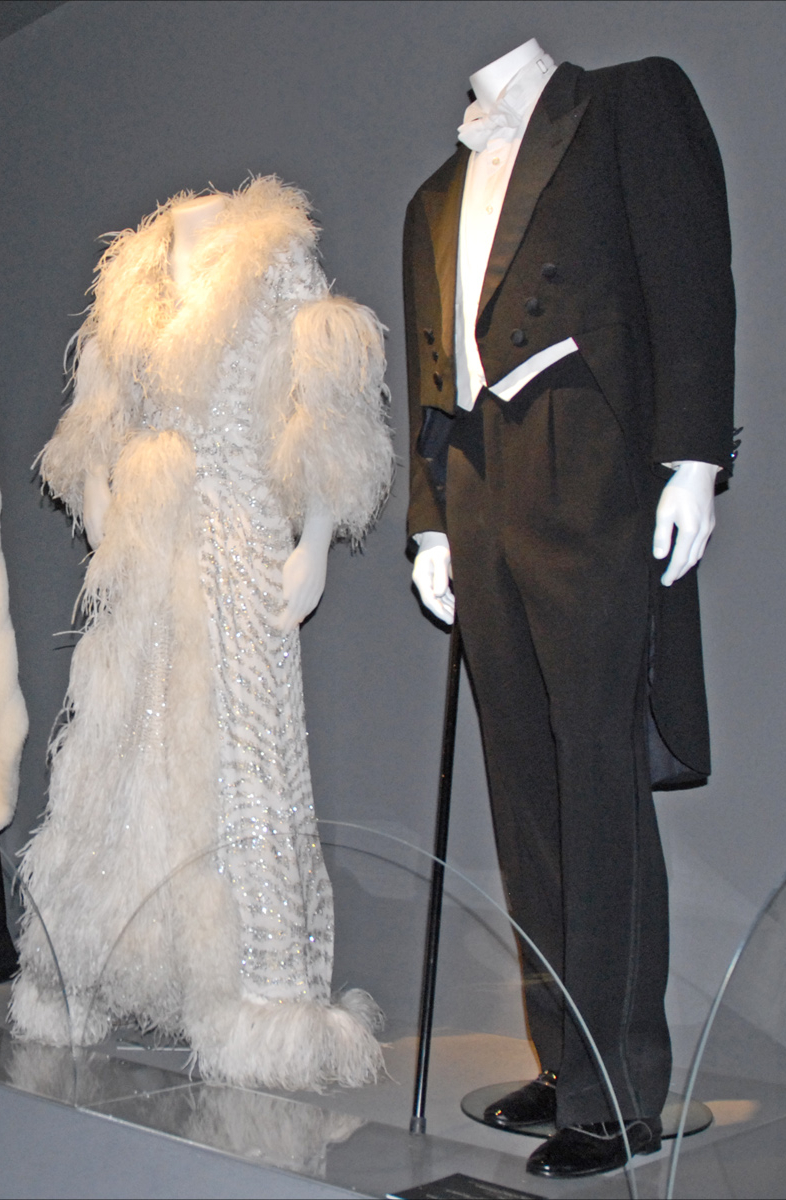
Costumes conçus par Danilo Donati pour Giulietta Masina et Marcello Mastroianni

- Scénario : Federico Fellini, Tonino Guerra
- Décors : Dante Ferretti
- Costumes : Danilo Donati
- Photographie : Tonino Delli Colli, Ennio Guarnieri
- Son : Fabio Ancillai, Tomaso Quattrini
- Montage : Nino Baragli, Ugo De Rossi, Ruggero Mastroianni
- Musique : Nicola Piovani
- Production : Alberto Grimaldi, Heinz Bibo
- Sociétés de production : France 3 Cinéma (France), Les Films Ariane (France), Revcom Films (France), PEA (Italie), RAI (Italie), Bibo TV (Allemagne), Anthea Film Gmbh (Allemagne)
- Sociétés de distribution : Les Acacias[1] (France), Tamasa Distribution (France)
- Pays de production :  Allemagne de l'Ouest,  France,  Italie
- Langues originales : anglais, italien
- Format : couleur — 35 mm — 1,66:1 — son monophonique
- Genre : comédie dramatique
- Durée : 125 minutes
- Date de sortie :
  - France : 22 janvier 1986
- Classification :
  - France : tous publics
- Affiche : Jouineau Bourduge (France)

## Distribution
- Giulietta Masina (V. F. : Paule Emanuele) : Amelia Bonetti alias « Ginger »
- Marcello Mastroianni (V. F. : Roland Ménard) : Pippo Botticella alias « Fred »
- Franco Fabrizi : le présentateur TV
- Friedrich von Ledebur : l'amiral Aulenti
- Augusto Poderosi : le travesti
- Martin Maria Blau : l'assistant-réalisateur
- Jacques Henri Lartigue : Frère Gerolamo

## Production

### Tournage
- Intérieurs : Cinecittà (Italie)
- Année de tournage : 1985C'est l'avant-dernière réalisation de Federico Fellini.
- Janvier 1985[2] : « Tout Cinecittà et pas seulement son plateau fétiche (le « 5 ») a été réquisitionné par Federico Fellini pour le tournage de Ginger et Fred. Le film réunit dans un cinglant pastiche de la télévision commerciale les deux interprètes favoris du Maître, Marcello Mastroianni et… Giulietta Masina, qu'on n'avait plus vue dans un film de Fellini depuis Juliette des esprits… C'est au cours du tournage que Fellini perd le procès qu'il avait intenté à Silvio Berlusconi contre les coupures de films à la télé. Le juge a reconnu l'atteinte à l'intégrité artistique de l'œuvre, mais estimé que les spectateurs s'y étaient habitués. »

## Distinctions

### Récompenses
- Prix David di Donatello 1986 :    
  - Meilleur acteur principal à Marcello Mastroianni,
  - Meilleurs costumes à Danilo Donati,
  - Meilleur musicien à Nicola Piovani,
  - Prix David René Clair à Federico Fellini.
- 1986 : Syndicat national des journalistes cinématographiques italiens : 
  - Ruban d'argent du meilleur acteur principal à Marcello Mastroianni,
  - Ruban d'argent de la meilleure actrice principale à Giulietta Masina,
  - Ruban d'argent des meilleurs costumes à Danilo Donati,
  - Ruban d'argent du meilleur décor à Dante Ferretti.
- Prix Sant Jordi du cinéma 1987 : prix du meilleur acteur étranger à Marcello Mastroianni.

## Analyse
Réunissant Giulietta Masina et Marcello Mastroianni, ce film nostalgique est une invitation à remettre en cause le rôle que la télévision a pris dans la société de consommation des années 1980 au détriment du cinéma et des arts du spectacle qui vivent la fin d'une époque dorée et amorcent une phase de transition au cours de laquelle ils sont la cible du mercantilisme ambiant.